# Базож ан Паред
Базож ан Паред (фр. Bazoges-en-Pareds) насеље је и општина у западној Француској у региону Лоара, у департману Вандеја која припада префектури Фонтне ле Конте.
По подацима из 2011. године у општини је живело 1.171 становника, а густина насељености је износила 34,61 становника/km². Општина се простире на површини од 33,83 km². Налази се на средњој надморској висини од 84 метара (максималној 122 m, а минималној 37 m).

## Демографија
| 1962. | 1968. | 1975. | 1982. | 1990. | 1999. | 2011. |
| ----- | ----- | ----- | ----- | ----- | ----- | ----- |
| 1.267 | 1.387 | 1.180 | 1.097 | 987   | 1.053 | 1.171 |

График промене броја становника у току последњих година